# Màgdol
Màgdol (grec antic: Μάγδολον, Màgdolon; llatí: Magdolum), també Magdolos (grec Μαγδωλός Magdōlós) o Magdol, fou una ciutat del Baix Egipte, a uns 20 km al sud de Pelúsion. Segons Heròdot, el faraó Necos (o Necó) hi derrotà els siris el 608 aC. Eusebi esmenta els vençuts com a «siris de Judà». És el mateix lloc que en l'Antic Testament és esmentat com a «Migdol».